# Janez Šušteršič
Janez Šušteršič, né le 29 décembre 1966 à Ljubljana, est un universitaire et homme politique slovène, membre de la Liste civique (DL).

## Biographie
Il est titulaire d'un doctorat de politique économique de la transition, obtenu à l'université de Ljubljana, et a occupé différents postes universitaires. En 2001, il devient directeur de l'Institut d'analyse macroéconomique et de développement, poste qu'il cumule avec celui de vice-président du comité de politique économique de l'ECOFIN à partir de 2005.
Il renonce à toutes ses fonctions en 2007, puis devient, le 10 février 2012, ministre des Finances du gouvernement de Janez Janša, poste dont il démissionne le 24 janvier 2013 avec le retrait de la DL de la coalition.